# Joe Inoue
Joe Inoue (japonsky 井上 ジョー, Inoue Džó) je japonsko-americký rockový zpěvák. Narodil se a vyrůstal v Los Angeles. Jeho rodiče jsou japonští imigranti. Svou kariéru začal v roce 2007. Ačkoli ve Spojených státech vyrůstal a angličtina byla jeho prvním jazykem, téměř všechny texty jeho písniček jsou zpívány japonsky. Joe tvrdí, že se plynule japonsky naučil čtením mangy a sledováním anime.

Jeho nejznámější písní je Closer, která byla použita jako v pořadí čtvrtá úvodní skladba k japonskému anime seriálu Naruto Šippúden. Joe doposud vydal dvě studiová alba a jedno EP.

## Diskografie

### Alba
- 2007: In a Way (EP)
- 2009: Me! Me! Me!
- 2010: Dos Angeles

### Singly
- 2008: Hello!
- 2008: Closer
- 2009: Maboroši
- 2009: Go!
- 2010: Kaze no Gotoku